# ニュージーランドオオウナギ
ニュージーランドオオウナギ（学名：Anguilla dieffenbachii）はニュージーランド固有種のウナギの一種。ニュージーランドには本種を含めて3種のウナギが分布するが、オーストラリアウナギはオーストラリアにも分布し、オーストラリアロングフィンウナギも同様であるため、本種が唯一の固有種のウナギである。寿命は長く、一生の終わりに繁殖のためにトンガ近くの太平洋に移動する。幼魚のうちに遡上し、かなり内陸の小川や湖でも見られる。マオリ族はオーレア（ōrea）と呼んでおり、伝統的に重要な食料源とされる。個体数は減少しており、絶滅危惧種に分類されているが、依然として毎年100トン以上が商業漁獲されている。

## 形態
背鰭は体の長さの約3分の2を占め、臀鰭よりもはるかに前方から始まる。オーストラリアウナギも同様である。ニュージーランドオオウナギが曲がると、その弛んだ皮膚にしわがはっきりと現れるが、オーストラリアウナギの皮膚は滑らかである。またニュージーランドオオウナギの方が口が大きく、眼を超えて開く。
雌の方が大きく、寿命も長い。雄の全長は平均では66.6 cmで、最大73.5 cmに達し、平均年齢は23歳である。雌はかなり大きく、全長は平均で115 cmで、最大で185 cmに達する。雌は20 - 60歳になると繁殖のために海に移動する。体重は通常10 kg程だが、最大で25 kgに達する。北島の個体は若い年齢で回遊するため、世代交代も早い。
生殖器は体長が45 cmを超えるまで決定されないため、性別を判断することは困難である。通常、性別を判断する唯一の方法は内部検査によるもので、成熟して回遊する場合にのみ区別が容易になる。

## 分布と生息地
ニュージーランドの固有種であり、チャタム諸島を含むニュージーランドの湖や川に広く分布している。
河川に沿った内陸の遠く離れた場所（最大361 km）や、海に繋がっている高原の湖でよく見られる。体長12 cm未満の幼魚は遡上能力が高いため、内陸にも進出することができる。幼魚の移動は、気温の上昇、水流、低照度条件と同時に発生することが多い。このサイズの幼魚は、夏の間、内陸を最大130 km移動することができ、高さ43 mまでの垂直に近い面を登るのが観察されている。表面張力と摩擦の組み合わせによって面を登っている。
幼魚のときは、地層が粗く、小川など流れが速く、水深50 cm未満の浅い水域を好む。成魚は、大きな瓦礫の付近や、川岸で見つかる傾向がある。

## 生態
雑食で、日和見的に摂食を行う。幼魚は主に昆虫の幼虫を捕食し、成魚はガラクシアス科やマスなどの魚も捕食する。大型個体は水鳥を食べることもある。
淡水で成長して成魚になり、その後繁殖のために海に移動する。開放的な環境である海で繁殖することで、個体群内の遺伝的な多様性が保たれている。寿命は非常に長く、雌の場合は106歳、体重が24kgに達する記録もある。成長速度は研究されたウナギの中で最も遅く、年間わずか1 - 2 cmである。

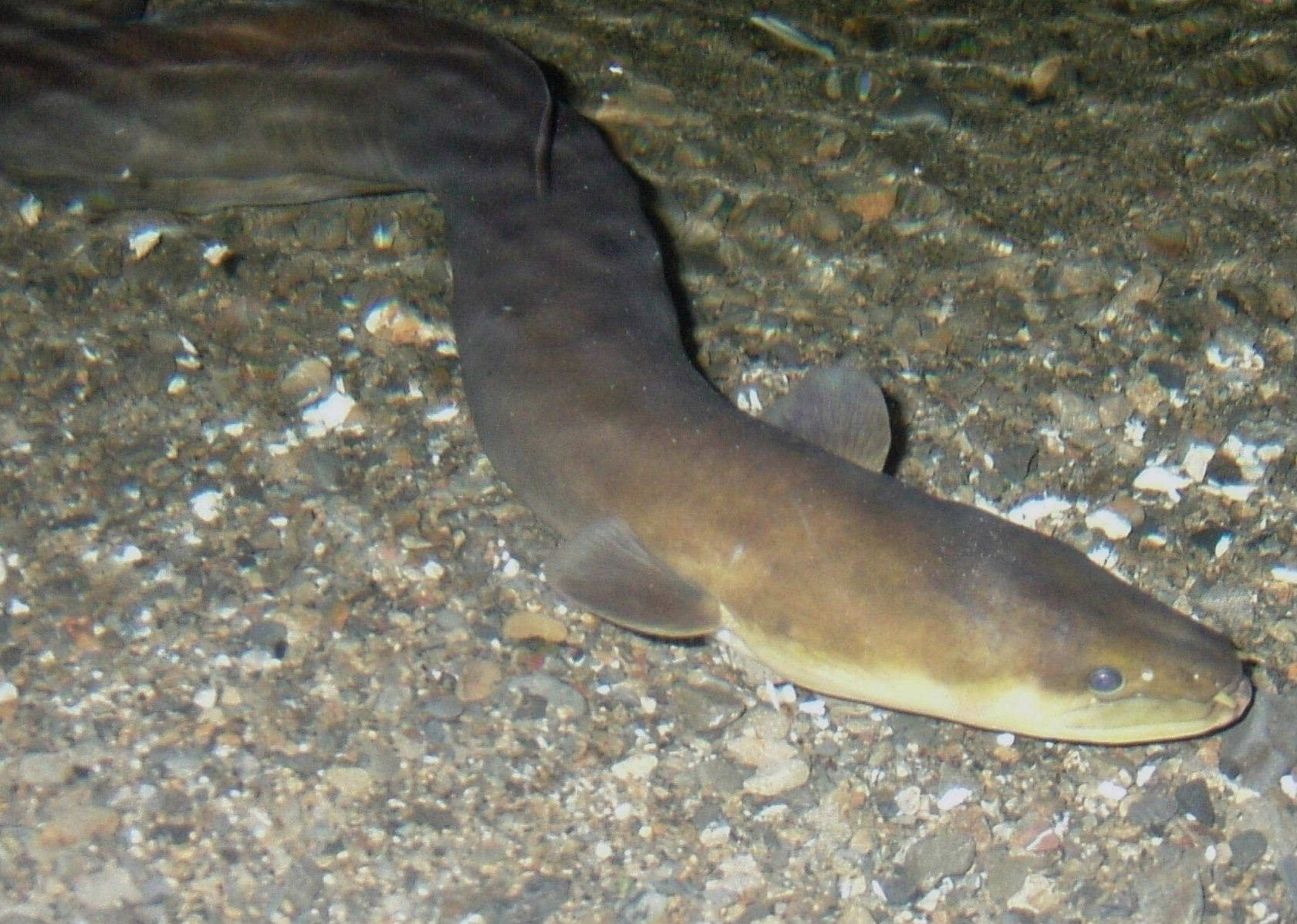
タラルア山地の川の個体

他のウナギと同様に、本種の生活環は4つの異なる生活段階から成る複雑なものであり、これらは何十年もの間謎のままであり、まだ完全には理解されていない。ニュージーランドオオウナギは一生の終わりに一度だけ繁殖し、ニュージーランドからトンガ近くの産卵地まで数千キロの旅をする。雌は100万から2,000万個の卵を産み、受精方式は明らかになっていないが、おそらく熱帯の深海で受精する。成魚は産卵後死亡し、その卵は水面に浮かび、レプトケファルスが孵化し、その後海流に沿ってニュージーランドに戻ってくる。これには最大15ヶ月かかると考えられている。卵と幼生は捕獲された記録が無い。ニュージーランドに到着すると、幼生はシラスウナギに変化する。シラスウナギは最初の1年間河口で生活し、その間に体色が発達し、成魚とほぼ形態が変わらない幼魚になる。幼魚は上流に移動し、そこで30年ほどかけて成魚になる。
ニュージーランドの河川へのシラスウナギの進出は非常に変化しやすく、エルニーニョとラニーニャの影響を受けると考えられている。1970年代に試みられた養殖の失敗の主な理由である。

## 人との関わり
マオリにとって重要な伝統的な食料源であり、マオリは上流と下流への移動のタイミングについて長い間知識を持っていた。
本種を対象とした商業漁業は1960年代に勢いを増し始め、1970 年代までには年間2,000トンの漁獲量に達した。漁業は1980年代初頭に衰退し、2000年から2001年の漁期には1,079トンが漁獲された。本種の商業漁業は、南島では2000年に、北島では2004年に割り当て監視システム(QMS)に組み込まれた。このシステムでは、漁獲の最小サイズと最大サイズ(220 gと4 kg)および総許容漁獲量(TAC)が制限される。2007年の時点で、QMSの実施以来、どの漁期でもTACに到達していない。伝統的な重要性を認識して、マオリ族には漁業資源の20 ％が割り当てられている。ニュージーランドにおけるシラスウナギの捕獲と輸出は禁止されている。国際自然保護連合(IUCN)のレッドリストで正式に絶滅危惧種に分類されているにもかかわらず、2022年の時点で本種を含む最大137トンのウナギが輸出用に漁獲されている。
本種の養殖はこれまで数多くの試みがなされてきた。最初の試みは1970年代に行われたが、長くは運営されず、最後の養殖場は1982年に閉鎖された。これらの失敗の最も一般的な理由は生産コストの高さとウナギの価格の低さであった。またシラスウナギの養殖の難しさ、養殖場での死亡率の高さなどもあげられる。2000 年代初頭以来、その生態に関する知識の増加とヨーロッパウナギの資源の減少により、本種の水産養殖への関心が再び高まっているが、未だ養殖場は建設されていない。

## 保全
2003年、生物学者のドン・ジェリーマンは、今後10年間でニュージーランドオオウナギの個体数が5 - 30％減少すると予測した。本種はニュージーランドの自然保護局によって2014年に減少中と評価され、2018年にも同様の評価がなされた。自然保護局の委員会は本種の商業漁業は安定している、または増加していると結論付け、一般的にニュージーランドオオウナギが深刻な脅威にさらされているとされているが、反証的なデータも存在していると指摘した。この結論は何度も疑問視されており、その正当性には疑問が投げかけられている。
2012年6月、一部のペットフード会社が絶滅の危機に瀕しているウナギを製品に使用していると報じられ、保護活動家らの怒りを引き起こした。科学者や保護団体は、本種は繁殖速度が遅く、生涯の終わりに一度しか繁殖しないため、種の存続について懸念を強めている。2018年のIUCNの評価では、生息地の大幅な減少を伴い、過去1世紀にわたって個体数が急激に減少していることが指摘された。
IUCNは現在、本種を「絶滅危惧種」に分類し、個体数が著しく細分化され、成熟個体の減少が続いており、生息地の面積、範囲および質の減少が続いているとした。それにもかかわらず、ニュージーランド政府は引き続き輸出を許可し、娯楽目的での合法的な魚の殺害も許可している。